# Bubnjarački Brod
Bubnjarački Brod is een plaats in de gemeente Žakanje in de Kroatische provincie Karlovac. De plaats telt 115 inwoners (2001).